# 当確師
『当確師』（とうかくし）は、真山仁による小説。
第一作は2015年に出版。テレビ朝日にて香川照之主演でテレビドラマ化され、2020年12月27日に放送された。その前週（12月21日）に、第二作『十二歳の革命』が発売されている。

## 書誌情報
- 当確師（2015年12月18日、中央公論新社、ISBN 978-4-12-004795-4）
  - 当確師（2018年11月21日、中公文庫、ISBN 978-4-12-206663-2）
- 当確師 十二歳の革命（2020年12月21日、中央公論新社、ISBN 978-4120053658）
  - 当確師 十二歳の革命（2022年5月11日、光文社文庫、ISBN 978-4334793661）

## テレビドラマ
『当確師』は、2020年12月27日にテレビ朝日系列のドラマスペシャルとして放送されたテレビドラマ。主演は香川照之。

### あらすじ（テレビドラマ）
聖達磨は当選確率99％を誇り、“当確師”の異名を持つ敏腕選挙コンサルタント。そんな聖に旧知の仲である衆議院議員・大國克人が全国から注目を集める静岡県の政令指定都市・高天（たかあま）市長選の大本命である現職市長・鏑木次郎の3選を阻止してほしいと依頼を持ち込んでくる。
元検事の鏑木は7年前に当時の市長の不正を暴いて高天市長選で当選し、革新的な政策を次々実行して高天市を急成長させた“日本一有名な市長”として全国に知れ渡っているが、実は聖はその7年前の鏑木の市長選で大國からの依頼で選挙アドバイザーを引き受けたが、アドバイザーの自分の指南に従わず、対立候補を中傷する怪文章をばらまこうとする鏑木の姑息なやり口にあきれて途中で鏑木のアドバイザーを降りた過去があった。鏑木派であったはずの大國がなぜか3名の対立候補リストと札束を持参し「鏑木を市長の座から引きずり落してほしい」と依頼をかけてきたことに聖は不審に思い探りを入れるが、大國は何も答えようとしない。
不審に思いつつも聖は大國の依頼を引き受け、渡された対立候補のリストから高天市で保育園を経営する黒松幸子が市長候補としてふさわしいと絞り込むが、彼女の身辺調査を行うと鏑木の妻・瑞穂と学生時代からの親友であったため、瑞穂との関係から考えて、幸子を市長選に擁立できる可能性は限りなくゼロに近いと思われた。

### キャスト

#### 主要人物
聖達磨（ひじり たつま）
演 - 香川照之
選挙参謀を務めた候補者の当選率が99%を誇ることから“当確師”の異名を持つ凄腕選挙コンサルタント。公職選挙法を熟知しており、公選法に抵触しないギリギリのところで相手陣営の選挙スタッフを買収したように見せかけ、疑心暗鬼で相手陣営を内部崩壊させるなど、依頼者を当選させるためなら手段を選ばない男。
高天市長選でアドバイザーを務めることになった黒松幸子が元副総裁・橋爪正義の隠し子である出自を隠し経歴詐称の罪に問われるピンチを、市長選公示日の前に敢えてマスコミにリークし、幸子自身が母と自分を捨てた父との確執からいままで出自を隠していたこと、アメリカでの留学時に父との軋轢、和解を経て市長選への立候補を決意した背景を語ることを見越して釈明会見の場をセッティングすることで、有権者に幸子の出馬の決意をアピールする場に転換し、膿を出し切ることに成功する。

#### 高天市市長選の関係者
黒松幸子（くろまつ さちこ）
演 - 檀れい（学生時代：杉本真子）
高天市内で保育園「霧笛こども園」を経営する女性。鏑木の妻・瑞穂の学生時代からの親友。
保育園の経営以外にもホームレスへの炊き出しなどの地域活動にも尽力している。清廉潔白という言葉がぴったりな人物で、かつてコロンビア大学に留学し政治学を専攻して政治に関心があり、鏑木市政に思うところがある様子がうかがえたことから聖から市長選への擁立を打診されるがその要請を拒む。しかし裏では瑞穂からの市長選への擁立を快諾しており、鏑木との公開討論の場で年収で居住地を制限する恐れがある「高天コンパクトシティー計画」の骨子の一つである糠島のリゾート開発「糠島ハイランド構想」を争点にして市長選への立候補を表明する。
保育園の前園長である母・黒松洋子と元副総理の橋爪正義の婚外子で、母と自分を捨てた父の政治哲学の誤りを論破してやろうと、父が拠り所としていた共同体主義は絵に描いた餅であるとニューヨーク留学中に書いた博士論文を政界を引退し政治学を勉強するためにボストンに移り住んでいた父に叩きつける。反論されると思っていた予想に反し、父は素直に指摘を認め論文を賞賛し、母と自分を捨てたことを謝罪したことから、本当の父の気持ちも苦悩も知らずに父を非難した自分を恥じ、政治・経済を更に勉強し、その成果を高天市長になって実現すると経歴詐称の釈明会見で改めて市長選への立候補を表明する。市長選では瑞穂による小早川グループの支持表明、鏑木派の市議グループの造反などもあり鏑木にダブルスコアの圧倒的な差をつけ当選を果たす。
瑞穂とは親友ということで通っているが、実際は母子家庭で恵まれない環境にいた自分に同情して相談に乗り、アドバイスをするふりをしながら自己満足と優越感に浸る瑞穂のことを嫌っており、同時に瑞穂の家庭環境の良さに嫉妬する自分に自己嫌悪を抱いていたため、市長になることで彼女の上に立って見下ろしてやろうという思いがあった。しかし、当選後は貧しさに悩み、親の愛情に飢えている人たちが希望を持てるような街にしたいと父のたどり着けなかった高みを目指すことを誓う。
鏑木次郎（かぶらぎ じろう）
演 - 高橋克実
現・高天市市長。元検事。7年前に当時の市長の不正を暴き高天市長選で当選。革新的な政策を次々実行し、高天市を日本屈指の自治体に成長させたことから「日本一有名な市長」と称賛されており、3期目を目指している。
2期目の市長選の際は対立候補となる反対派の3名の支持者を取り込んで組織的に対立候補を潰し、公示前に立候補を断念させ無投票当選に持ち込んでいる。初当選後は支持者の少なかった高齢層向けにデイサービスや施設の充実を図り票を取り込み、市長選の争点を作らないようにして盤石の体制を築いており、世論調査で黒松幸子の支持率が高まっていることを知ると彼女を市の福祉対策補佐官に任命して体制に取り込もうとしたが、公開討論の場で幸子から市が進めるリゾート開発「糠島ハイランド構想」を争点にして市長選への立候補を表明されてしまう。そのため、市長選の対立候補となった幸子の過去のスキャンダルを調査して、幸子がニューヨーク留学時に大麻所持で逮捕された情報をマスコミにリークし、支持者の切り崩しを行う。
高天市の糠島にある遺跡で歴史的に貴重な出土品が発掘されていたが、自身が提唱するリゾート開発「糠島ハイランド構想」が遺跡調査でとん挫することを恐れ、出土品を隠匿し、土木業者の「高天工業」に依頼し台風による土砂崩れで遺跡が壊れたことにして人為的に遺跡を破壊し、発掘調査を中止に追い込んでいた。そのため、本来ならば貴重な歴史遺産として世界遺産に認定され、高天市が観光で潤う可能性の芽を摘んだことから妻の瑞穂から非難される。
市長選では妻の小早川グループや派閥の市議たちの造反があり、幸子にダブルスコアの圧倒的な差をつけられ落選する。
鏑木瑞穂（かぶらぎ みずほ）
演 - 奥貫薫
次郎の妻。高天市随一の財閥・小早川グループの令嬢で現総帥。幸子とは学生時代からの親友。
市長に当選し傲慢になった夫の次郎を落選させ、昔のような正義感のある真っ直ぐな人物に戻って欲しいと裏で大國と繋がり、市長選に立候補させた親友の幸子の選挙アドバイザーに聖が就くよう手を回していた張本人であったが、実際はリゾート開発「糠島ハイランド構想」実現のために夫の次郎が貴重な出土品を隠匿し、遺跡を破壊させたことがバレて小早川グループのブランドにキズが付くことを恐れ、落選すればスキャンダルを探られないという思惑から幸子を市長選に擁立しており、幸子が正式に市長に立候補すると小早川グループが幸子を支持することを表明し、鏑木に離婚届を渡し三行半を下す。
和田（わだ）
演 - 矢島健一
現・高天市副市長。鏑木の側近。
寄らば大樹の陰、長い物には巻かれろを地で行く人物で、権力者に媚びへつらう。
聖から瑞穂が幸子を裏で市長候補に擁立している情報をリークされ、選挙の争点である「糠島ハイランド構想」の秘密に探りを入れられる。市長選公示日に瑞穂が小早川グループが幸子の支持を表明すると、鏑木を見限って幸子陣営に寝返る。
大國克人（おおくに かつひと）
演 - 木場勝己
高天市出身の衆議院議員。7年前の市長選では鏑木のサポートを聖に依頼した鏑木派であったはずが、何故か3名の対立候補リストと札束を持参し、鏑木の市長選3選阻止を聖に依頼する。
裏で選挙地盤の有力者・小早川グループの総帥である瑞穂からの要請で、表立って夫の対立候補の選挙アドバイザーを依頼できない瑞穂に代わって聖を幸子の選挙アドバイザーに就かせるために動き、鏑木の妻で対立候補としてあり得ない瑞穂、前市長の支持者の残党が応援する支持基盤の弱い蓑田拓郎を市長候補者のリストに紛れさせ、必然的に聖が幸子を市長候補に選ぶように誘導していた。
土山（つちやま）
演 - 村上航
高天市の職員。幸子から母子寮取り壊し中止の嘆願書を渡される。
篠原昌春（しのはら まさはる）
演 - 川島潤哉
高天市の元学芸員。糠島の発掘調査の責任者で鏑木が「糠島ハイランド構想」を実現するため台風被害の土砂崩れに見せかけ遺跡を破壊されるも遺跡調査を継続しようと国の調査機関に報告しようとしたが、自宅や職場、妻の勤め先にも調査を中止する脅迫電話がかかり、学芸員を自主退職して高天市を去り、妻の地元に逃れていた。
桜井源治郎（さくらい げんじろう）
演 - 信太昌之
「高天工業」の社長。　
「糠島ハイランド構想」の土木工事の指名業者に選定される見返りを期待し、鏑木が「糠島ハイランド構想」を実現するために台風による土砂崩れで遺跡が崩壊したように見せかけるよう依頼した破壊工作を行うが、聖が入手した工事業者のリストには高天工業の名前はなく、体よく鏑木に利用されていた。
岩木（いわき）
演 ‐ 少路勇介
鏑木の秘書。

#### 聖事務所のスタッフ
関口健司（せきぐち けんじ）
演 - 岡山天音
聖の運転手。
聖の指示で鏑木瑞穂の動きをマークしており、ホテルで男性と密会している現場の写真を撮影し、鏑木陣営のスキャンダルを掴んだと得意になっていたが、瑞穂が密会していた男性は大國の秘書で、瑞穂が立場上表立って聖に幸子の選挙アドバイザーを依頼できないことから、大國を通じて聖を幸子の選挙アドバイザーに就かせるように仕向けたことが判明する。
高月千香（こうづき ちか）
演 - 黒川智花
選挙のデータ分析、メディア戦略担当。
過去の鏑木の市長選での有権者の投票傾向を分析し、母子寮取り壊しに反対する嘆願書を高天市の役人に提出する幸子のPR動画を作成し、鏑木の支持者の切り崩しを行う。
碓氷俊哉（うすい としや）
演 - 野間口徹
選挙の情報収集担当。
対立候補の内情調査は勿論、聖の指示で幸子のコロンビア大学留学時代のニューヨークでの様子や博士論文を入手するなどあらゆる情報収集に尽力する。

#### 成平市市長選の関係者
友田泰（ともだ やすし）
演 - 越村公一
聖がアドバイザーに就いた成平市市長候補。聖の策略で相手候補陣営が内部崩壊し、市長に当選する。
林幸宏（はやし ゆきひろ）　
演 - 井上肇
友田の後援会長。聖から確保した票が少ないと指摘され激怒するが、友田が当選すると掌を返したように聖に礼を言う。
安田一輝（やすだ かずき）　
演 - 小松利昌
成平市市長選の友田の対立候補。聖の策略で身内の選挙スタッフを信用できなくなり、疑心暗鬼に陥り内部崩壊を招き落選する。

### スタッフ
- 原作 - 真山仁 『当確師』 (中央公論新社刊）
- 脚本 - 羽原大介
- 演出 - 常廣丈太（テレビ朝日）
- 選曲 - 稲川壮
- 取材協力 - 渡瀬裕哉
- 技術協力 - アップサイド、サウンドライズ、フジ・メディア・テクノロジー
- 美術協力 - テレビ朝日クリエイト
- ゼネラルプロデューサー - 三輪祐見子（テレビ朝日）
- プロデューサー - 中川慎子（テレビ朝日）、中沢 晋（オフィスクレッシェンド）
- 制作協力 - オフィスクレッシェンド
- 制作著作 - テレビ朝日